# Opération Tabarin

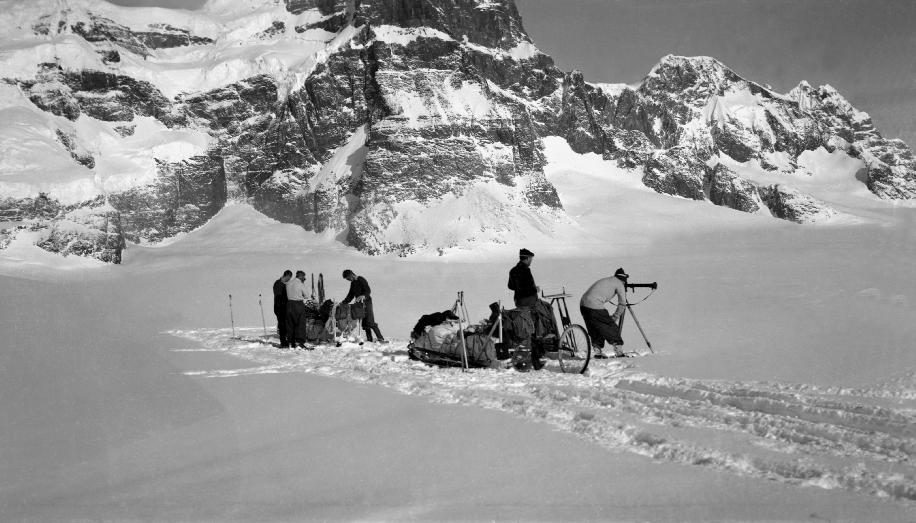
Opération Tabarin. Travaux d'enquête sur le terrain.

L'opération Tabarin est une expédition militaire britannique en Antarctique. Menée pour la Royal Navy par Andrew Taylor entre 1943 et 1945, elle vise à occuper en permanence des bases en Antarctique pour réaffirmer la souveraineté britannique sur ce continent et à empêcher les navires et sous-marins ennemis d’y accéder pendant la Seconde Guerre mondiale.
Secrète car militaire, elle est méconnue ; certains historiens y voient cependant « le plus important et le plus durable de tous les programmes de recherche en Antarctique parrainés par le gouvernement [britannique] ».

## Étymologie
« Tabarin » est une référence au Bal Tabarin, un cabaret parisien.

## Objectifs

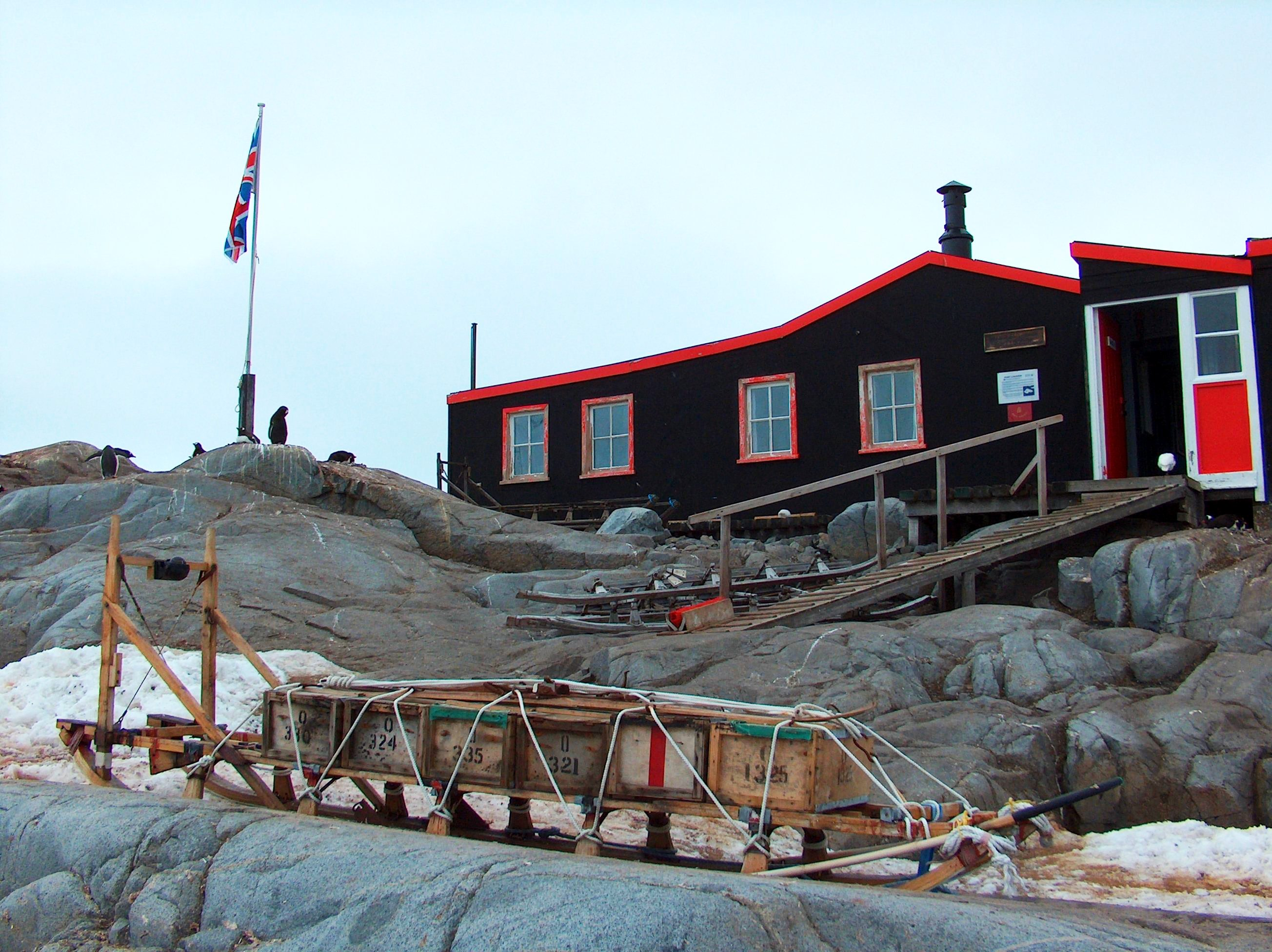
La station A de Port Lockroy en 2005, alors transformée en musée.

Plusieurs raisons sont invoquées comme objectifs à cette opération : la revendication de la Nouvelle-Souabe par le Troisième Reich et l'utilisation de l'Antarctique comme point de rendez-vous par la Kriegsmarine. Établissant secrètement des bases pour surveiller de près les activités allemandes et japonaises, elle freine aussi les « incursions opportunistes » de l'Argentine.
Trois voyages notables en traîneaux sont réalisés pendant l'opération : sur l'île Wiencke en septembre et octobre 1944 et dans les environs de l'île James Ross entre août et décembre 1945.
Trois installations de bases antarctiques sont également réalisées : sur l'île de la Déception et sur l'île Goudier (en) (Port Lockroy) au début de l'année 1944 et dans la baie de l'Espoir en février 1945.
En 1945, peu de temps après la fin de la Seconde Guerre mondiale, les bases sont remises aux civils de la Falkland Islands Dependencies Survey, renommée en British Antarctic Survey en 1962.

## Membres

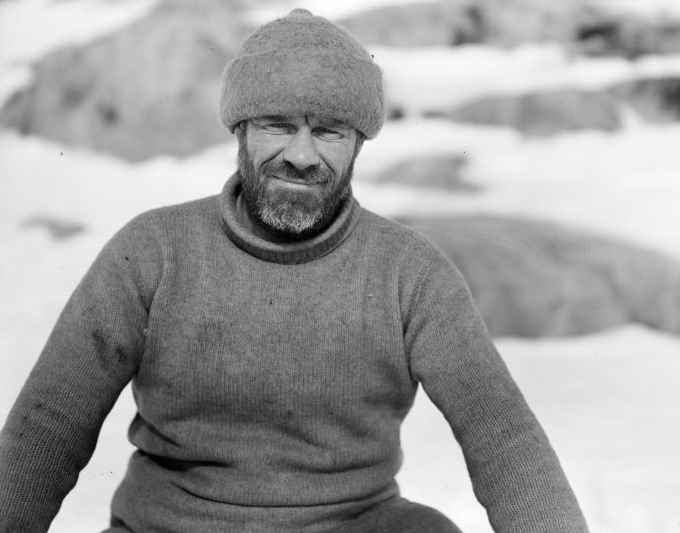
James Marr pendant l'opération Tabarin en novembre 1944.

L'équipe est initialement menée par l'Écossais James Marr puis, à la suite de sa démission pour raison de santé lors de l'été antarctique 1944-1945,[réf. nécessaire] par le Canadien Andrew Taylor. Taylor fut le seul Canadien à avoir jamais dirigé une opération de guerre britannique. Ivan Mackenzie Lamb est botaniste spécialisé en lichénologie. Parmi les autres membres notables se trouvent Fram Farrington (en) et William Roberts Flett (en).

## Postérité
Le journal du botaniste de l'expédition Ivan Mackenzie Lamb détaille la mission avec des photos et des cartes d'expédition dans le livre The Secret South (2018). L'expédition a également mis sur pied un centre de recherche de pointe sur les sciences du système terrestre et le changement climatique mondial.
L'opération enclenche cependant « une série d'événements qui [mène], finalement, à la guerre des Malouines de 1982 », relevant les tensions territoriales dans le secteur.